# The Dark Pool
The Dark Pool es el primer álbum de estudio de la banda australiana de metal alternativo Thornhill. Fue lanzado el 25 de octubre de 2019 a través de UNFD Records.
La banda lanzó dos sencillos del álbum se lanzaron antes de su debut: «Nurture» y «Where We Go When We Die». El álbum debutó en el puesto número 20 de la lista de ARIA Charts e incluyó varios videos musicales que mostraban sus temas apocalípticos y espiritualistas. The Dark Pool obtuvo una gran atención, lo que le valió publicidad en revistas y sitios de noticias especializados en rock y heavy metal.

## Lista de canciones
| N.º | Título                        | Duración |  |
| 1.  | «Views from the Sun»          | 4:08     |  |
| 2.  | «Nurture»                     | 3:40     |  |
| 3.  | «The Haze»                    | 4:11     |  |
| 4.  | «Red Summer»                  | 4:25     |  |
| 5.  | «In My Skin»                  | 4:07     |  |
| 6.  | «All the Lights We Don't See» | 1:54     |  |
| 7.  | «Lily & the Moon»             | 4:02     |  |
| 8.  | «Coven»                       | 3:38     |  |
| 9.  | «Human»                       | 4:28     |  |
| 10. | «Netherplace»                 | 2:59     |  |
| 11. | «Where We Go When We Die»     | 4:58     |  |

## Personal
Thornhill
- Jacob Charlton – voz principal
- Ethan McCann – guitarra principal
- Matt van Duppen – guitarras
- Nick Sjogren – bajo
- Ben Maida – batería